# Astya subviridis
Astya subviridis is een hydroïdpoliep uit de familie Stylasteridae. De poliep komt uit het geslacht Astya. Astya subviridis werd in 1879 voor het eerst wetenschappelijk beschreven door Moseley. 